# Могилёвцы (Брестская область)
Могилёвцы (бел. Магілёўцы) — деревня Зеленевичского сельсовета в Пружанском районе Брестской области. Расположена в 54 км на северо-восток от Пружан, в 143 км от Бреста. По данным на 2019 год в ней проживало 529 человек. Фактически к границе деревни примыкает другая деревня — Осошники.

## Происхождение названия
Существует несколько версий происхождения названия. По одной из них, название произошло от расположенного поблизости с деревней археологического памятника — кургана, предположительно являющегося захоронением варягов или дреговичей. По другой версии, деревню могли основать выходцы из Могилёва; название также могло пойти от родового герба «Могила» первых владельцев этих земель рода Быховцев.

## История
В XVI веке великий князь литовский Сигизмунд I Старый за добросовестную службу наделил смоленских бояр братьев Василия и Васько Быховцев крупными землевладениями в Минской и Гродненской губерниях. В составе этих земель находились крупный населённый пункт того времени Лысково и, собственно, Могилёвцы.
Имение близ деревни было заложено примерно в середине XVIII века. Одним из первых достоверных жителей имения был, вероятно, Иосиф Быховец (родился ок. 1750 года) — камергер короля Речи Посполитой Станислава Августа Понятовского. Вскоре после основания усадьбы произошёл 3-й раздел Речи Посполитой, и деревня вместе с усадьбой стала частью Российской империи. В Российской империи деревня и имение находились в составе Лысковской волости Волковысского уезда Гродненской губернии и продолжали принадлежать Быховцам. Среди владельцев усадьбы отметился Александр Быховец, отличавшийся любовью к собиранию книг (в имении была собрана коллекция более чем из 3000 книг). По общепринятой версии, именно в его библиотеке была обнаружена и передана на изучение Теодору Нарбуту «Хроника Быховца» — свод летописей Великого княжества Литовского XVI века. После смерти Александра Быховца в 1863 году земли отошли его сыну Станиславу, от которого перешли к его племяннику Казимиру Дзеконскому.
С 1921 года по 1939 год населённый пункт входил в состав Лысковской гмины Волковысского повета Белостокского воеводства II Речи Посполитой. Последним владельцем этих земель стал Альбин Дзеконский — польский поэт межвоенного времени. С приходом частей Красной армии в 1939 году он был арестован и содержался в тюрьме Минска; дальнейшие его следы теряются, вероятно погиб.
После т. н. польского похода Красной армии деревня вошла в состав БССР, с 15 января 1940 года входила в Ружанский район Брестской области (с 8 января по 19 июня 1954 года — Гродненской области), с 12 октября 1962 года — в Пружанский район Брестской области.
Во время Великой Отечественной войны была оккупирована немецко-фашистскими войсками в конце июня 1941 года и освобождена 17 июля 1944 года. В деревне действовало антифашистское подполье; в мае 1942 года было расстреляно 68 жителей деревни. 20 жителей деревни погибли или пропали без вести на фронте.
21 мая 1948 года в деревне была открыта нервно-психиатрическая больница на 20 коек. С течением времени больница развивалась, и сейчас в деревне располагается Брестская областная психоневрологическая больница на 335 коек и 7 отделений, обслуживающая территорию с населением 656 000 человек. Кроме этого, в деревне работает отделение связи, средняя школа и детский сад, библиотека, магазины.

### Население
| Год     | начало 20 века             | 1970 | 1983 | 2003 | 2005 | 2009 | 2019 |
| ------- | -------------------------- | ---- | ---- | ---- | ---- | ---- | ---- |
| Человек | 1130 + 97 человек в имении | 1124 | 1700 | 675  | 619  | 514  | 529  |

## Достопримечательности
Наиболее заметной достопримечательностью Могилёвцев является двухэтажная усадьба Быховцев, построенная примерно в середине XVIII века. Изначально усадьба выглядела как прямоугольный в плане дом с ризалитами на фасаде и четырёхскатной крышей. Рядом с усадьбой был разбит парк в барочном стиле и построена часовня. Во второй половине XIX века была реставрирована родом Дзеконских — дом был расширен, был добавлен четырёхколонный портик в ионическом стиле с треугольным фронтоном. Обстановка в усадьбе была довольно богатой — в доме было много комнат с богатой обстановкой; хранились коллекции картин, фарфора, польских монет, старинного оружия, печатных книг и рукописей. После Первой мировой войны усадьба стала приходить в упадок — в течение войны была разграблена библиотека и вывезены многие другие ценности.
В наше время от усадьбы сохранился видоизмененный дом (ныне — один из корпусов больницы) и липовая аллея. Часовня была уничтожена после 1939 года. В деревне располагается памятная колонна. По некоторым источникам она описана как памятник повстанцам 1863 года под руководством Катуся Калиновского. По другим источникам, она существовала уже как минимум в XVIII веке и представляет собой памятник рыцарю Завише Чёрному — дипломату и участнику Грюнвальдской битвы. Встречаются версии, что колонна была установлена в честь событий Отечественной войны 1812 года или в честь принятия Конституции 3 мая. Иногда колонну приписывают соседней деревне Осошники. Аналогичная колонна располагается на расстоянии в 14 км близ деревни Полонск.
Близ деревни расположены курганные захоронения XI века, обнаруженные во второй половине XX века и изучавшиеся А. Г. Митрофановым.

## Транспорт
Ближайшая железнодорожная станция в 40 км от деревни — Волковыск (на линии Барановичи — Свислочь — Белосток). Деревня соединена автомобильными дорогами:
- Н521 с городским посёлком Ружаны и д. Лысково;
- Н536 с деревнями Зиновичи, Зеленевичи и Ярошевичи;
- Н564 с хутором Либерполь (все — Пружанского района)[18].

На 2017 год деревня связана автобусными маршрутами с областным центром (движение осуществляется 2 раза в неделю) и с райцентром (4 раза в неделю). Также через деревню проходят автобусные маршруты Ружаны — Лысково и Ружаны — Груск.

## В культуре
Последний изданный сборник стихов (1939 год) последнего владельца имения поэта Альбина Дзеконского посвящён этим местам и называется «Зелёные Могилёвцы» (пол. Zielone Mogilowce).